# Wrzeszcz Dolny

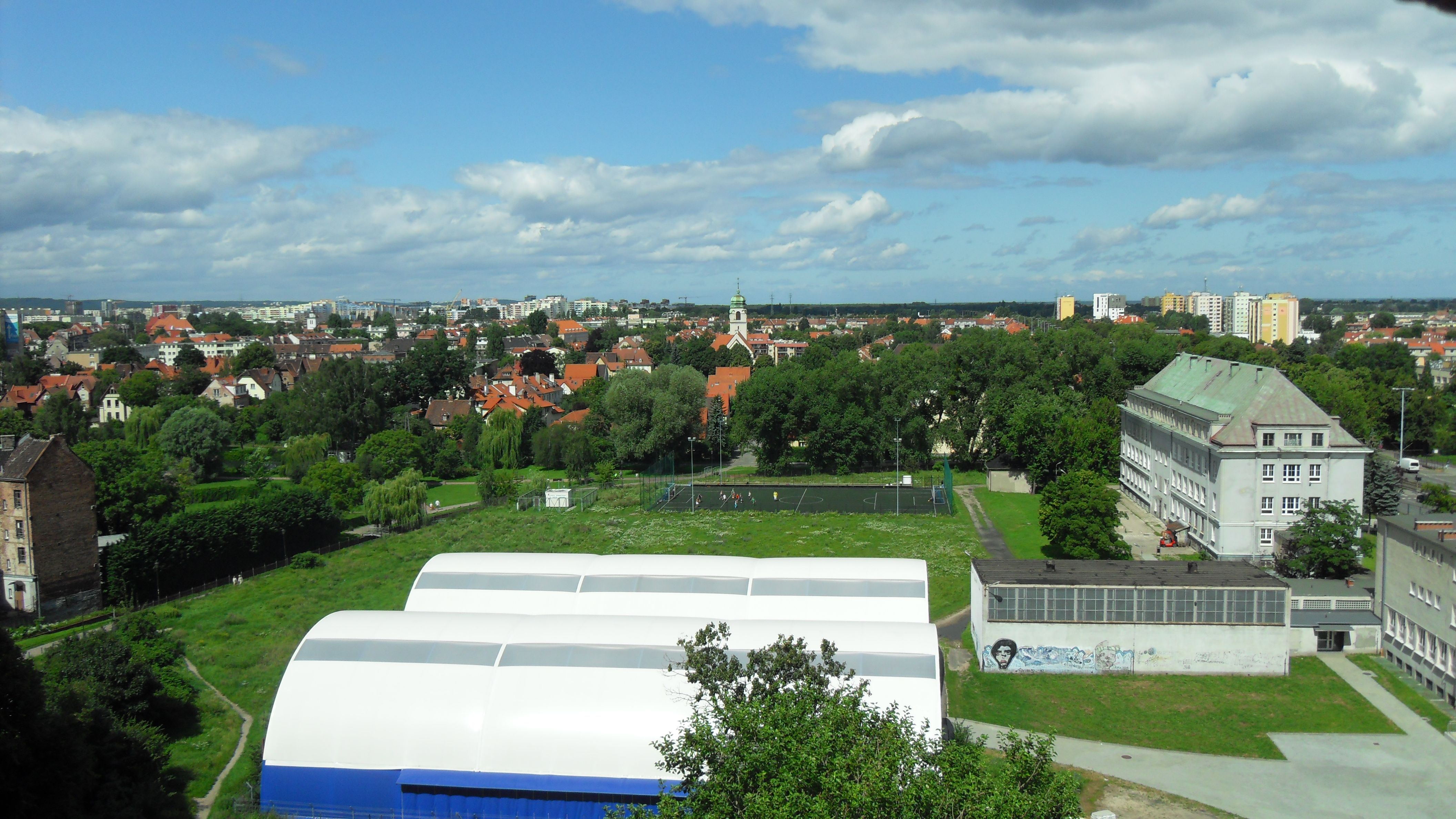
Panorama Wrzeszcza Dolnego

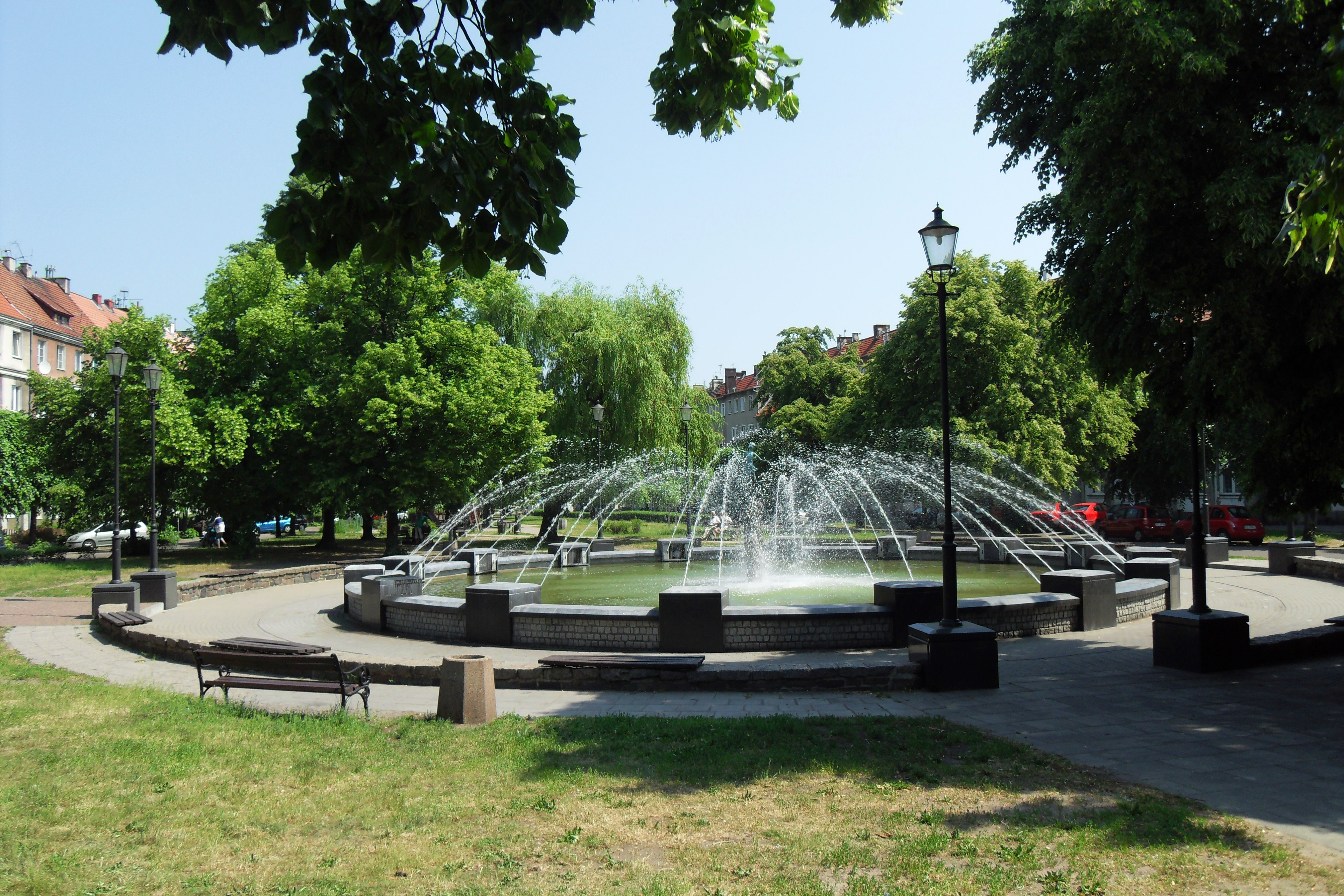
Fontanna na Placu Wybickiego

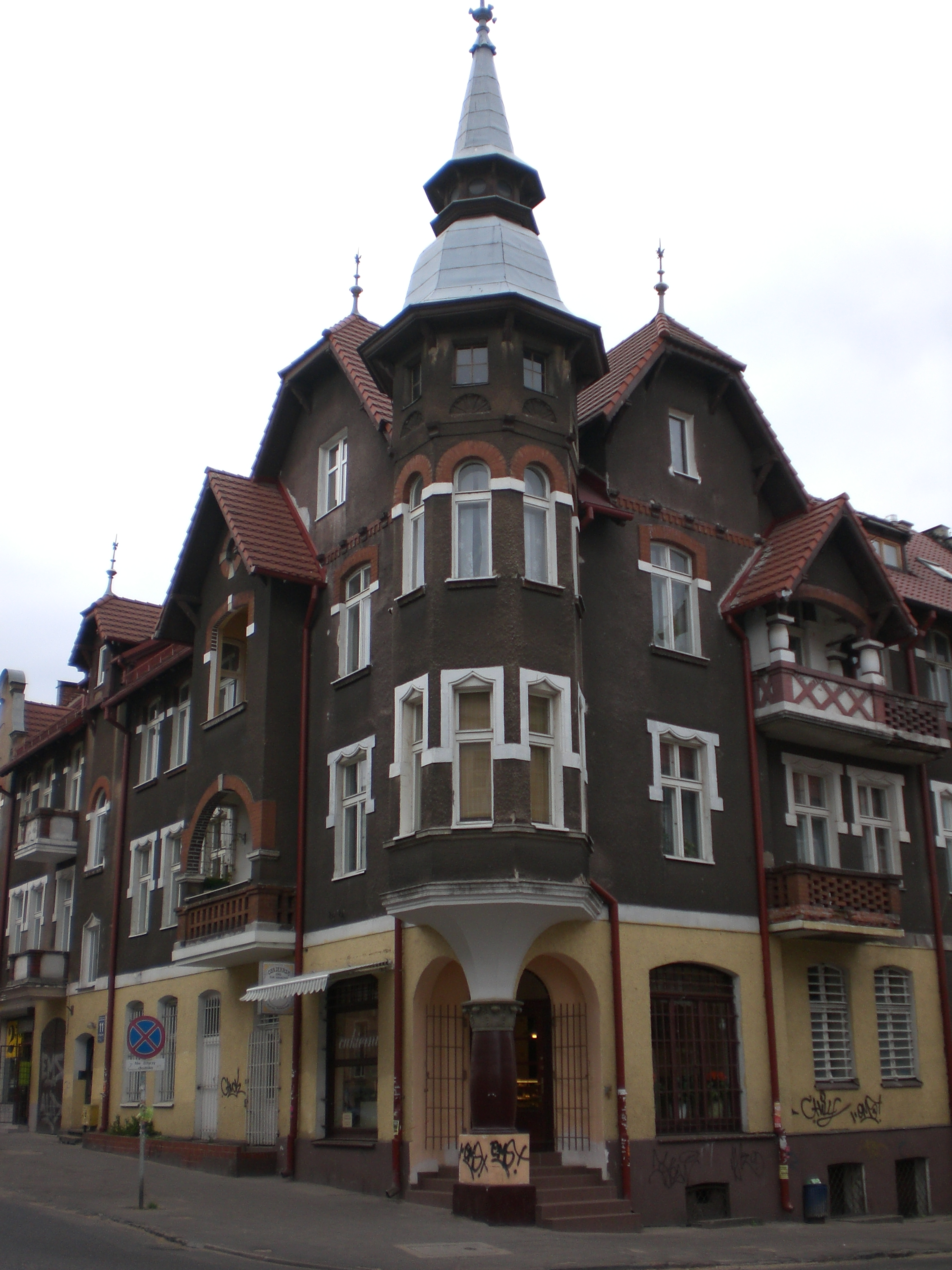
Kamienica na rogu ul. Wajdeloty i ul. Grażyny

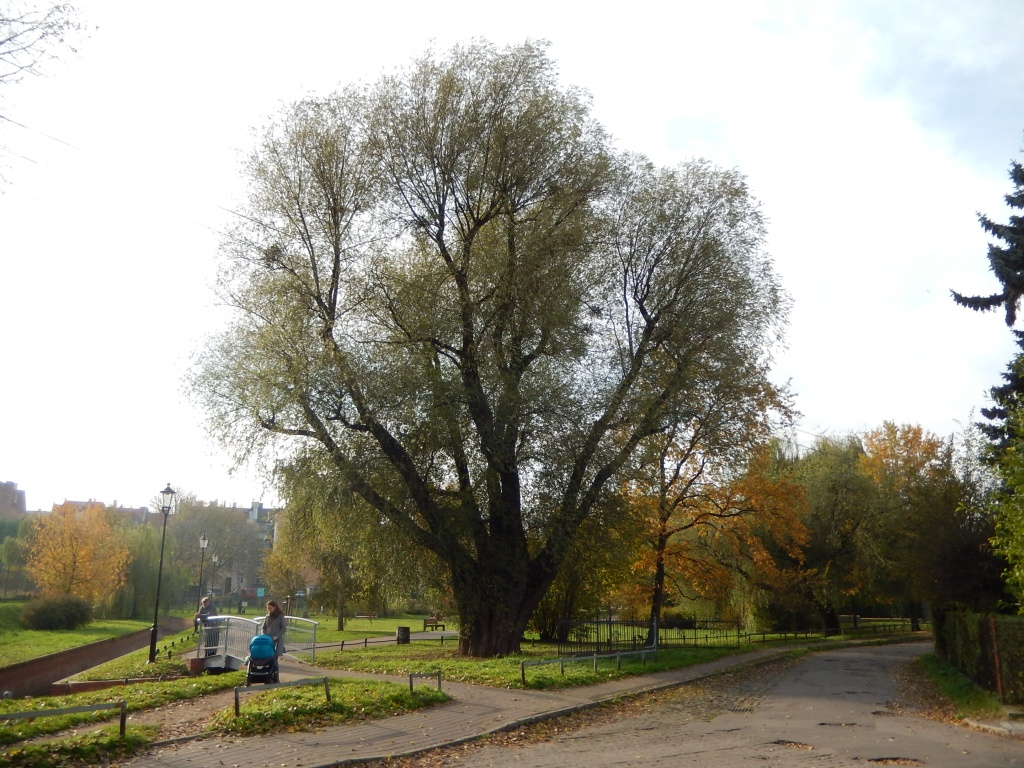
Wierzba biała nad Strzyżą.

Wrzeszcz Dolny – dzielnica Gdańska położona w północno-środkowej części miasta nad Strzyżą. Jest to północno-wschodnia część Wrzeszcza.
Dzielnica była miejscem narodzin i młodości noblisty Güntera Grassa, znalazła ona miejsce w jego twórczości, m.in. w książce Blaszany bębenek.

## Terytorium
Dzielnica położona jest w północno-środkowej części Gdańska. Geograficznie jest umiejscowiona na Pobrzeżu Kaszubskim. Przez dzielnicę przepływają: Strzyża tworząc Staw Browarny oraz jej dopływ Studzienecki Potok.

### Sąsiednie dzielnice
- od północy: Zaspa-Rozstaje, Brzeźno
- od wschodu: Letnica, Młyniska
- od południa: Aniołki
- od zachodu: Wrzeszcz Górny, Zaspa-Młyniec

### Granice
Według statutu dzielnicy granicę stanowią tory kolejowe od wiaduktu nad ulicą Uczniowską (stadion) do przystanków SKM Nowe Szkoty i Politechnika, następnie torami na północny zachód do ogródków działkowych za ulicą Kościuszki, ulicą Hynka do Alei Rzeczypospolitej i dalej do ulicy Chrobrego. Ulicą Chrobrego (z tą ulicą) na północ, do skrzyżowania z Aleją Hallera, a następnie ogródkami działkowymi przy ul. Uczniowskiej do stadionu.

### Podział historyczny
- Kolonia – obszar we wschodniej części dzielnicy, graniczący z osiedlami administracyjnymi Letnica i Młyniska. Dawne osiedle pracownicze zbudowane na początku XX wieku.
- Kuźniczki – zachodnia część dzielnicy położona nad linią kolejową do Gdyni, skupiona przy dawnym browarze we Wrzeszczu. Dawniej biegła tędy nieistniejąca ulica Labesweg.
- Nowe Szkoty – obszar w południowo-wschodniej części dzielnicy, u styku granic z dzielnicą Wrzeszcz Górny i osiedlem Aniołki.
- Polenhof – nazwa z czasów Wolnego Miasta Gdańsk odnosząca się do obszaru pomiędzy ulicami: Chrobrego, Kościuszki i Al. Legionów. Był to kwartał zdominowany przez ludność polską.

## Ważne ulice
- Al. gen. J. Hallera
- Al. Legionów
- ul. T. Kościuszki
- ul. Wajdeloty
- ul. Nad Stawem i J. Lelewela

## Obiekty
- Dom Güntera Grassa przy ul. Lelewela
- Dwór Kuźniczki
- Park Kuźniczki
- Park nad Strzyżą
- Plac Wybickiego z fontanną
- Plac Biskupa Edwarda O’Rourke
- Pomnik ks. Bronisława Komorowskiego
- Pomnik, tzw. Skagerrakstein, przy którym 26 sierpnia 1939 odbyły się uroczystości z udziałem delegacji z okrętu „Schleswig-Holstein”[3]
- Cmentarz Ofiar Terroru Hitlerowskiego - Pomnik Bohaterów Zaspa
- Budynek dawnego szpitala położniczego przy ul. Klinicznej 1 (dawniej Schellmühler Weg 1A), zwanego ze względu na znajdującą się na dachu figurę bociana jako „bocianie gniazdo Gdańska", powstał w latach 1910–1912 z funduszy państwowych jako siedziba Prowincjonalnego Zakładu Kształcenia Położnych i Kliniki Chorób Kobiecych (Provinzial-Hebammenlehranstalt und Frauenklinik), z oddziałem położniczym na 124 łóżka dla kobiet i 114 miejscami dla noworodków oraz – w sąsiednim budynku – salami dydaktycznymi i internatem dla kandydatek na położne, szkolonych na kilkumiesięcznych kursach. Otwarty 17 października 1912; kiedy z dotychczasowej siedziby przy Sandgrube 41A (ul. Rogaczewskiego) przeniesiono personel zakładu z dyrektorem dr. Rudolfem Köstlinem. Od 2022 przebudowywany na Dom Seniora z mieszkaniami asystowanymi, oddziałem paliatywnym i Centrum Alzheimera[4].
- Budynek dawnej Poczty Gdańskiej Wrzeszcz-2 przy ul. Mickiewicza 5 z 1929 (proj. Adolf Bielefeldt), od 1 marca 1947 otwarty jako Urząd Pocztowy Gdańsk-11, funkcjonujący tu do 2005; po 1945 odbudowany bez najwyższej kondygnacji oraz czterospadowego dachu, obecnie planowany do przebudowy i rozbudowy jako apartamentowiec Dawna Poczta[5][6]; przewidywane jest m.in. zadaszenie o konstrukcji szklano-stalowej[7].

### Edukacja
- Wydział Farmaceutyczny Gdańskiego Uniwersytetu Medycznego
- Ogród Roślin Leczniczych GUMed
- II Liceum Ogólnokształcące
- XIX Liceum Ogólnokształcące im. Mariana Mokwy
- Zespół Szkół Gastronomiczno-Hotelarskich
- Ogólnokształcąca Szkoła Baletowa
- Zespół Szkół Budownictwa Okrętowego (od 2014 Centrum Kształcenia Zawodowego i Ustawicznego Nr 1)
- Centrum Edukacji Nauczycieli
- Pedagogiczna Biblioteka Wojewódzka im. Gdańskiej Macierzy Szkolnej w Gdańsku

### Obiekty sakralne
- Kościół Św. Andrzeja Boboli w Parafii Świętego Krzyża przy ul. Adama Mickiewicza
- Kościół filialny Świętego Krzyża przy ul. Adama Mickiewicza
- Kościół Św. Stanisława przy al. Legionów

### Pomniki przyrody
Na terenie dzielnicy znajdują się 4 pomniki przyrody:
- wierzba biała o obwodzie 794 cm (2014) przy ul. Mierosławskiego, nad Strzyżą, największe drzewo w Gdańsku,
- buk zwyczajny i dąb szypułkowy o obwodach odpowiednio 261 i 282, przy ul. Zbyszka z Bogdańca,
- dąb szypułkowy o obwodzie 402 cm, przy ul. Hallera 14.
- lipa drobnolistna o obwodzie 226 cm, przy ul Waryńskiego 37A

## Transport
Przez Dolny Wrzeszcz przebiega tzw. „główna oś dolnego tarasu” oraz Al. gen. Józefa Hallera, łącząca Śródmieście miasta z Brzeźnem. Na terenie dzielnicy znajduje się też fragment Trasy Słowackiego (tzw. „Nowa Kościuszki”).
Przez dzielnicę przebiegają linie tramwajowe ze Śródmieścia do Jelitkowa i Brzeźna oraz z Zaspy do Nowego Portu.
Na granicy z Górnym Wrzeszczem położony jest dworzec kolejowy Gdańsk Wrzeszcz, obsługujący połączenia pasażerskie wszystkich typów.  
Na granicy z Aniołkami – przystanek Gdańsk Politechnika, obsługujący wyłącznie połączenia trójmiejskiej Szybkiej Kolei Miejskiej (SKM). Na przebiegającym przez Dolny Wrzeszcz odcinku trasy 249 Gdańsk Główny – Gdańsk Nowy Port znajdują się przystanki Gdańsk Stadion Expo oraz nieczynne Gdańsk Nowe Szkoty i Gdańsk Kolonia.

## Rada Dzielnicy

### Kadencja 2024–2029[10][11][12][13]
- Przewodnicząca Zarządu Dzielnicy 
  - Halina Królczyk
- Przewodnicząca Rady Dzielnicy
  - Aleksandra Kulma

### Kadencja 2019–2024[14]
- Przewodnicząca Zarządu Dzielnicy 
  - Halina Królczyk
- Przewodnicząca Rady Dzielnicy
  - Aleksandra Kulma

### Kadencja 2015–2019[15]
- Przewodniczący Zarządu Dzielnicy 
  - Sławomir Kalwasiński
- Przewodnicząca Rady Dzielnicy
  - Lolita Dwojacka

### Kadencja 2011–2015[16][17]
- Przewodnicząca Zarządu Dzielnicy 
  - Ewa Lieder
- Przewodniczący Rady Dzielnicy
  - Sławomir Kalwasiński

## Galeria

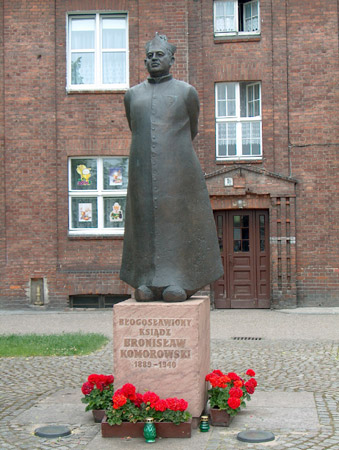
Pomnik ks. Br. Komorowskiego na Placu Komorowskiego
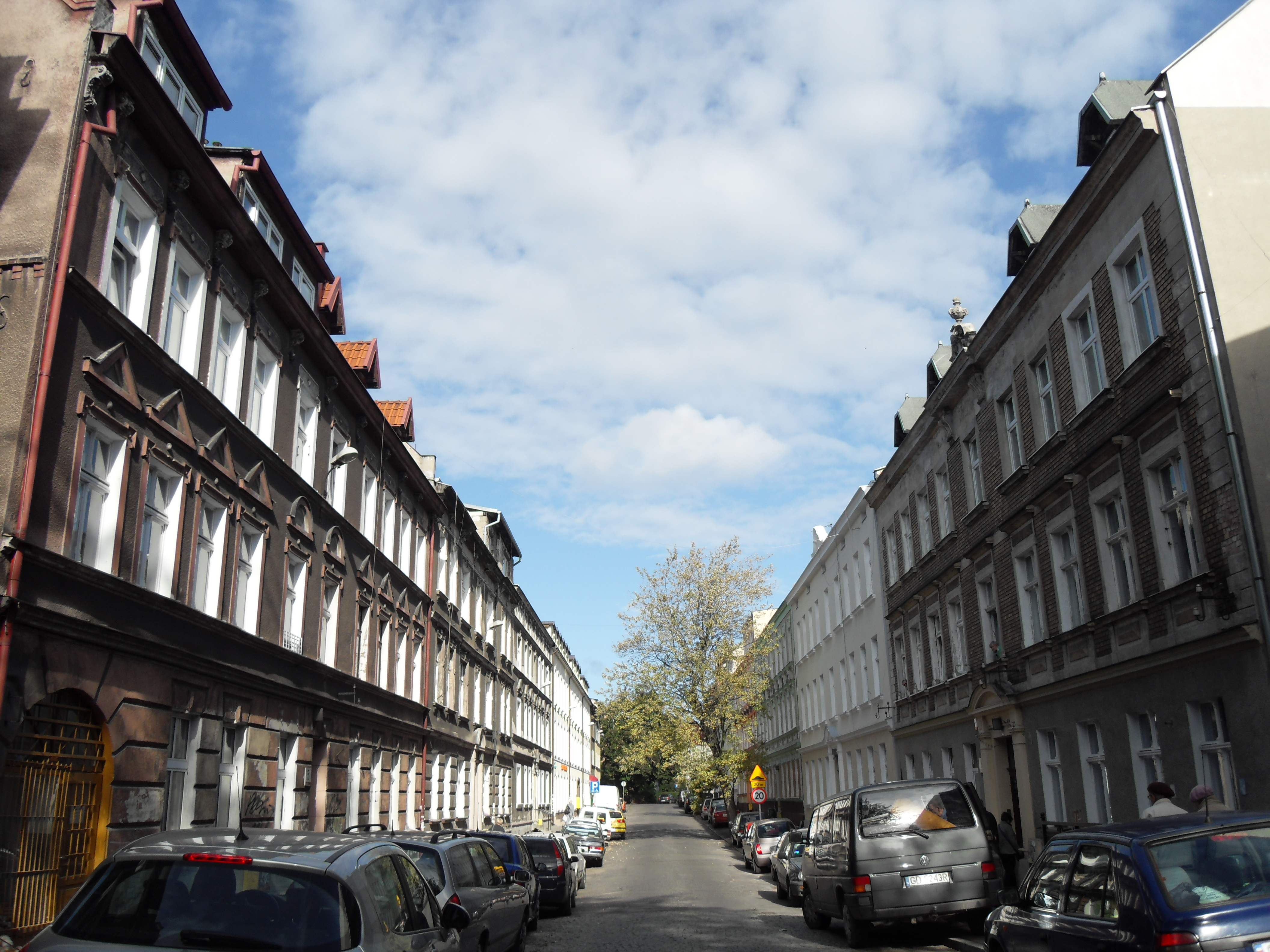
ul. Aldony
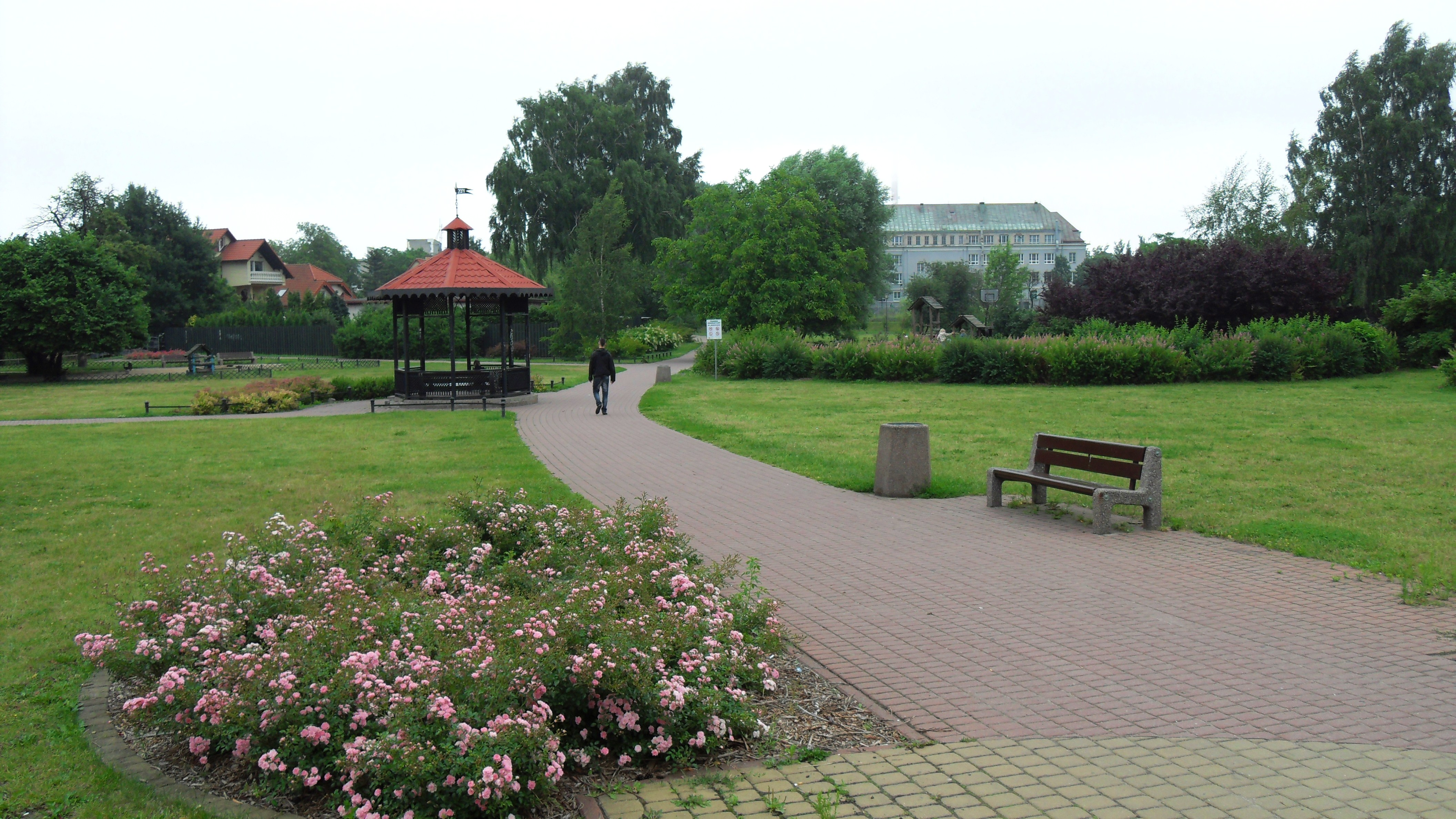
Park Nad Strzyżą
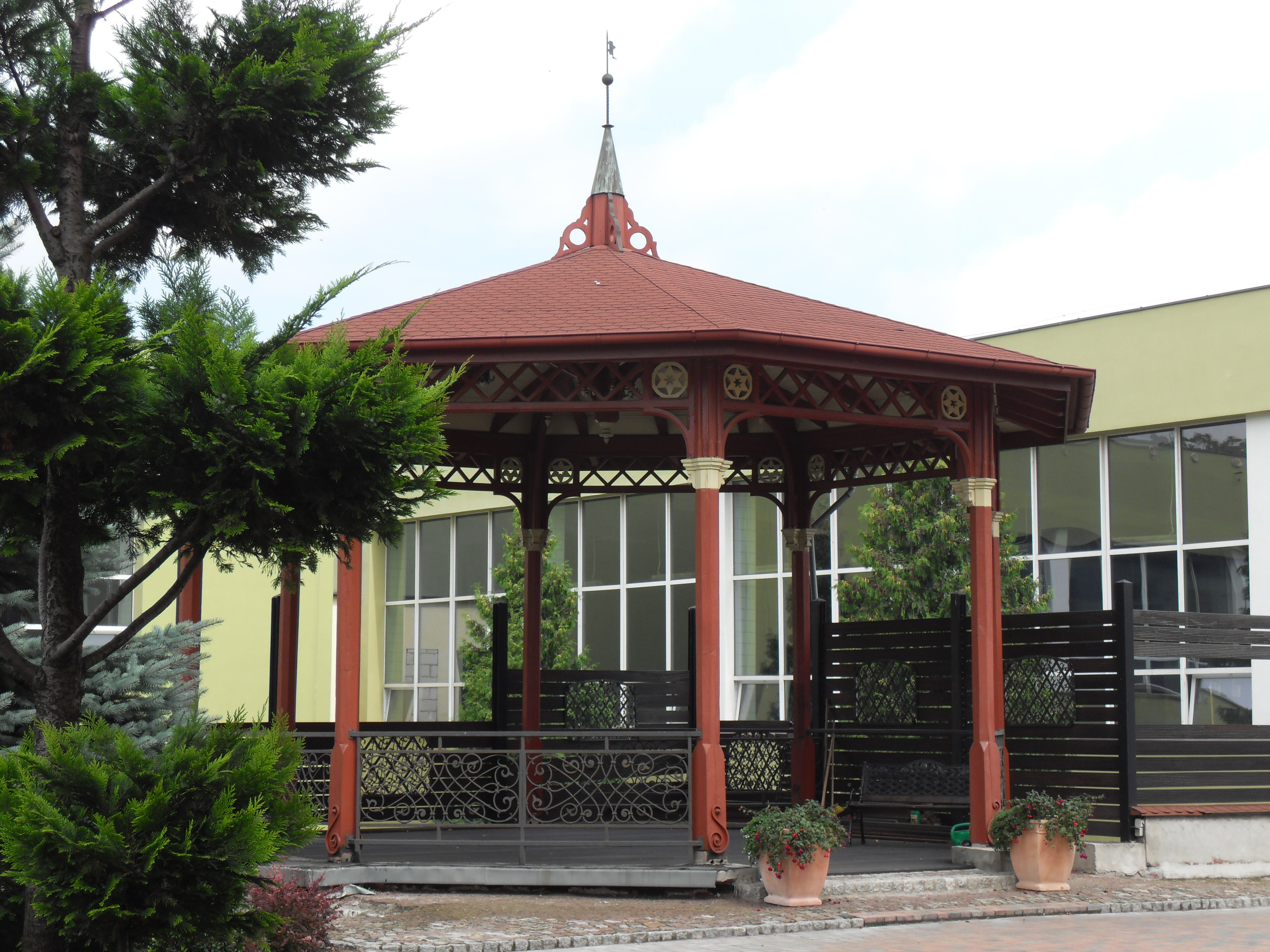
XVII-wieczna altana przy Dworze Kuźniczki
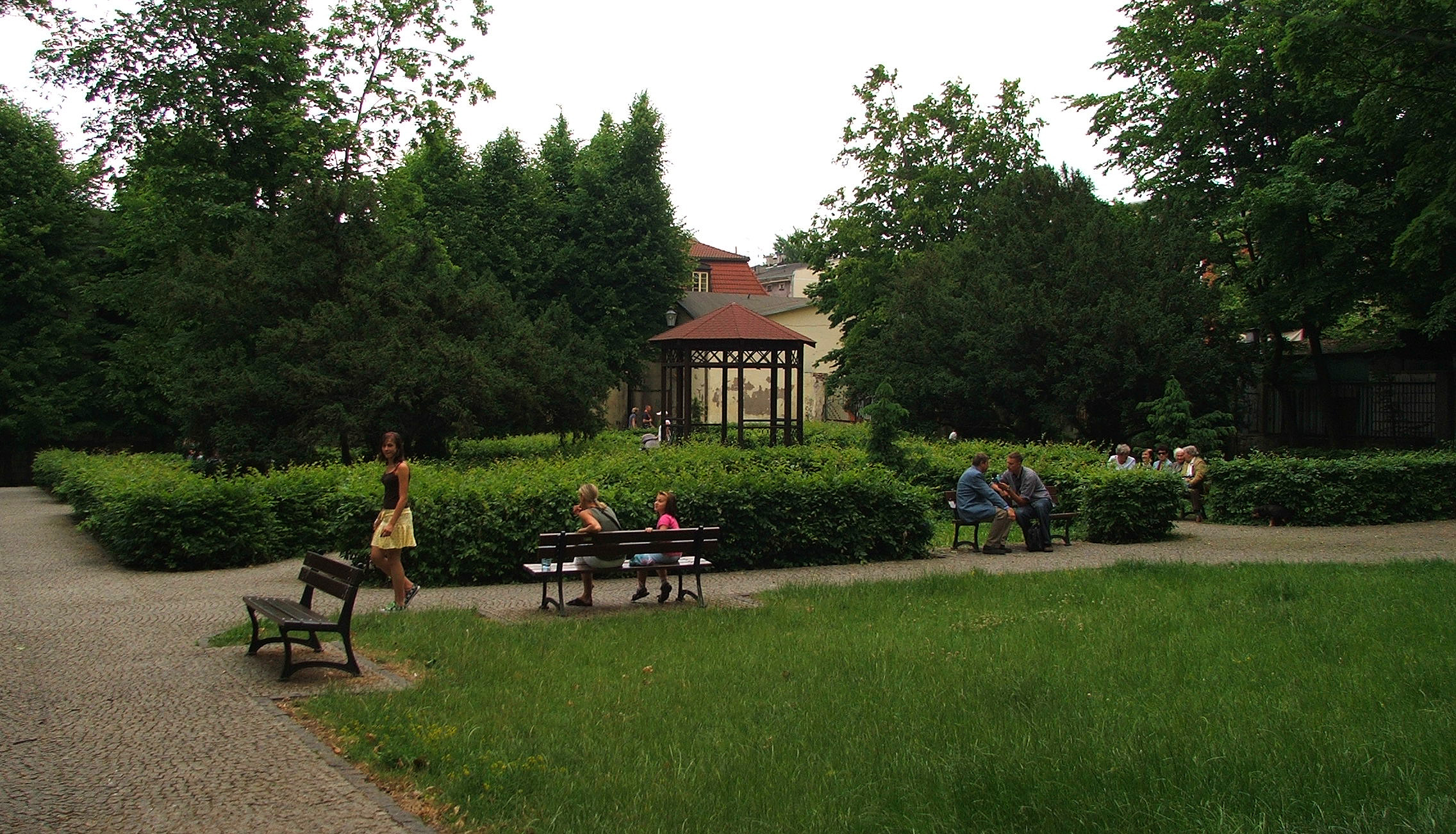
Park Kuźniczki
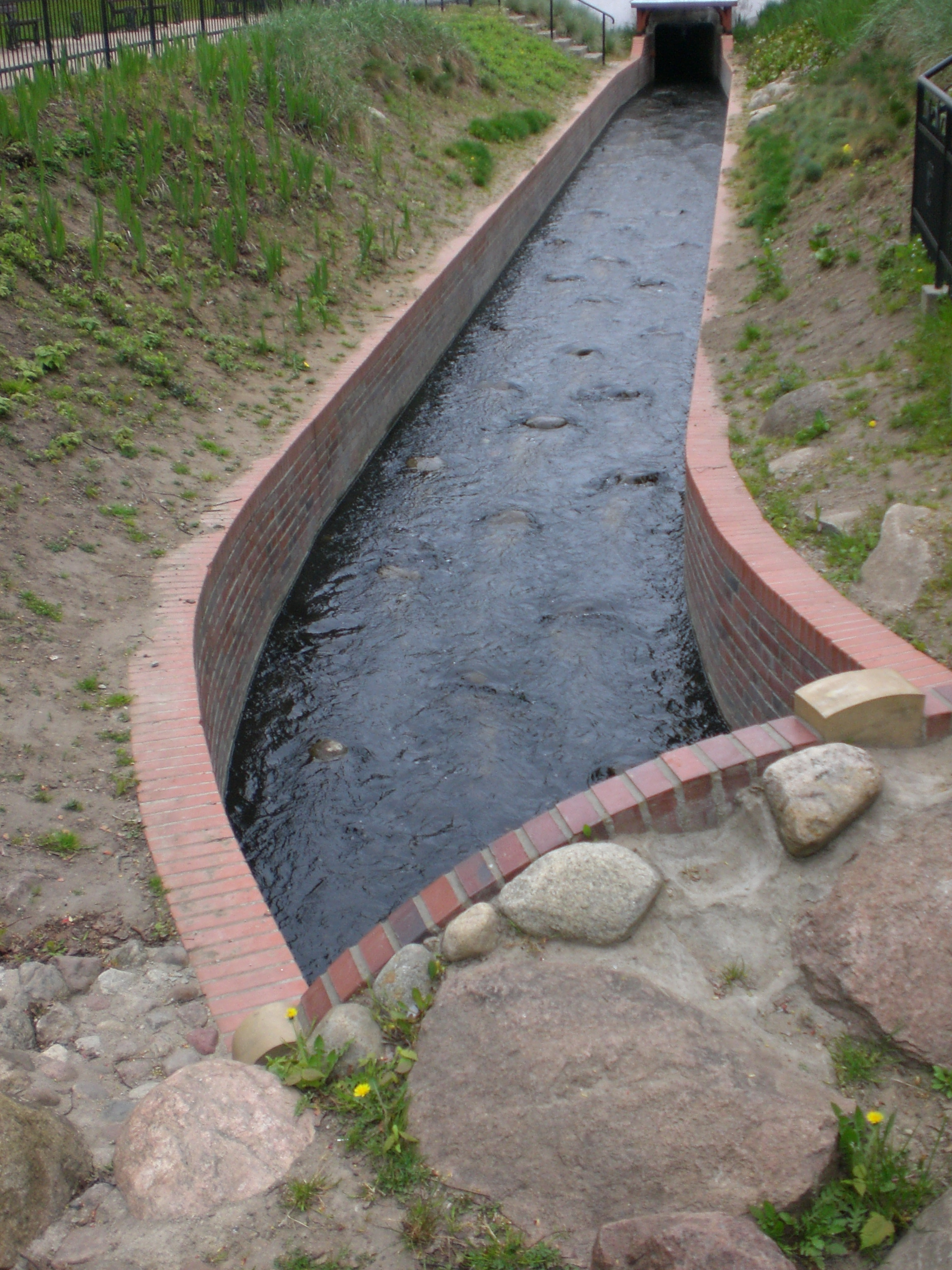
Potok Strzyża w Parku Kuźniczki
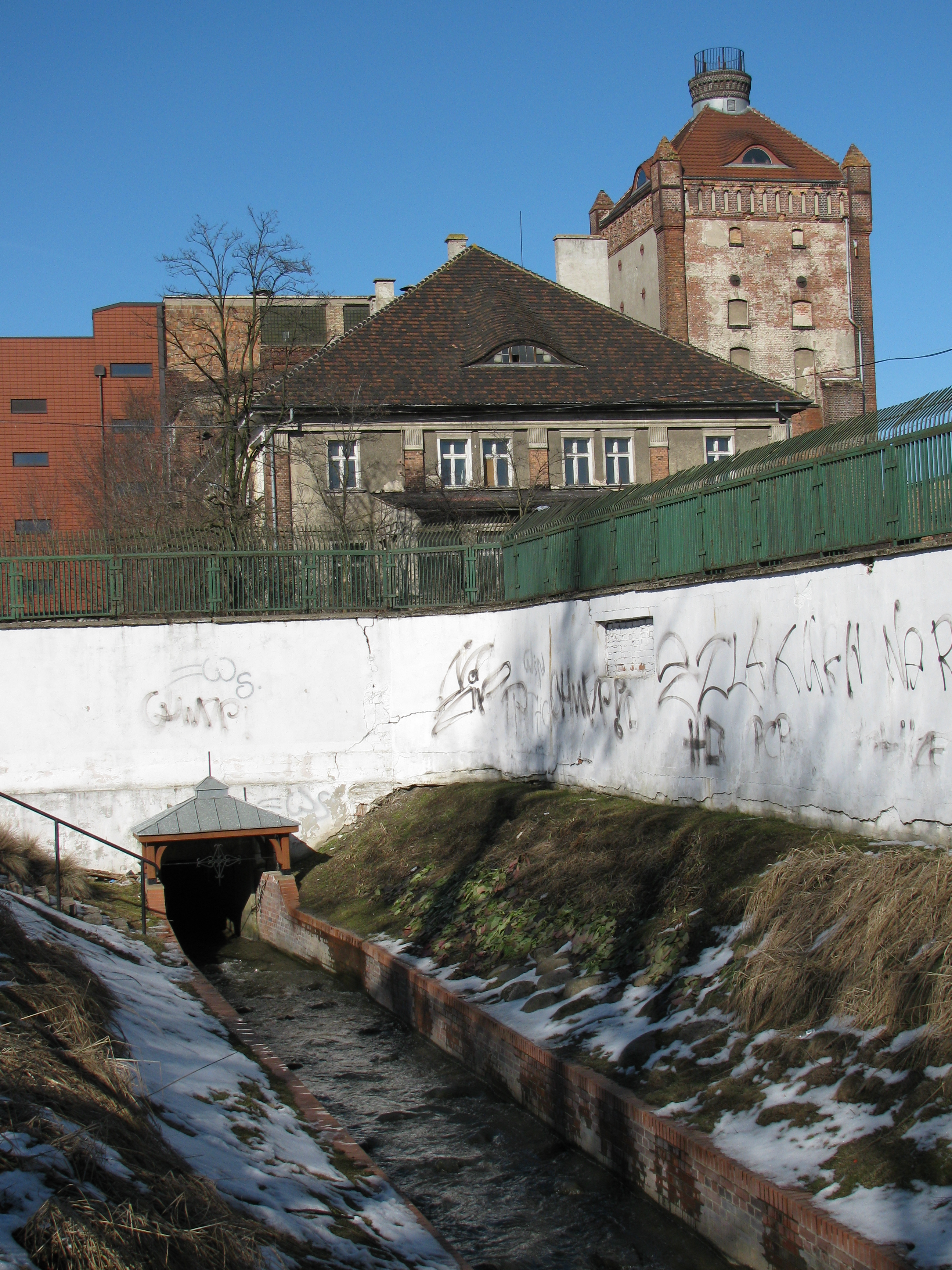
Browar we Wrzeszczu i potok Strzyża